# Smertens børn
Smertens børn er en dansk film fra 1977, der er instrueret af Christian Braad Thomsen.

## Plot
Kaj og Gerda er to eventyrfigurer hvis liv styres på bedste vis af den gamle digter. Men en dag sker det uafvendelige: den gamle eventyrdigter synker sammen ved sit arbejdsbord og er død. Kaj og Gerda mærker hans død som et vindpust så koldt at deres hjerter nær fryser til is. De står nu helt alene i verden og må selv vælge og skabe deres liv i stedet for at få dets mening foræret af den gamle digter.